# Ozarba laurea
Ozarba laurea är en fjärilsart som beskrevs av Druce. Ozarba laurea ingår i släktet Ozarba och familjen nattflyn. Inga underarter finns listade i Catalogue of Life.